# Брит
„Брит“ (изписвани също с главни букви – „БРИТ“) са годишните награди за популярна музика на Британската звукозаписна индустрия. Церемонията по връчване на наградите се провежда за първи път през 1977 г. и става ежегодно събитие през 1982 г. под егидата на търговската асоциация на Британската звукозаписна индустрия. Първоначално името на наградата е съкратена форма на „британски“ или „Британия“, но впоследствие се превръща в акроним на British Record Industry Trusts Show. Освен наградите за поп музика през май се провежда еквивалентна церемония по връчване на награди за класическа музика, наречена Classic BRIT Awards. Mastercard е дългогодишен спонсор на събитието.
„Брит“ са най-престижните музикални награди в Обединеното кралство, а церемонията по връчването им включва някои от най-забележителните събития в британската популярна култура, като последната публична поява на Фреди Меркюри, протестът на Джарвис Кокър срещу Майкъл Джексън, пикът на враждата между популярните бритпоп групи Оейсис и Блър, роклята с британския флаг, носена от Гери Халиуел от Спайс Гърлс, и други. Тези моменти се случват през 90-те години на ХХ век, когато церемонията има репутацията на „малко непредсказуема и на моменти анархична“, но някои я критикуват, че през XXI век е еволюирала в по-полирана и безлична версия.
Наградите „Брит“ се излъчват на живо до 1989 г., а от 1990 до 2006 г. събитието се записва и излъчва на следващата вечер. От 2007 г. се възобновява излъчването на живо по британската телевизия ITV. За последен път на 16 февруари 2010 г. Ърлс Корт Сентър е мястото, където се връчват наградите. От 2011 г. церемонията по награждаване се провежда в O2 Арена в Лондон.
Статуетката на наградите „Брит“, дадена на победителите, изобразява Британия, женската персонификация на Великобритания. От 2011 г. насам статуетката е редовно преработвана от известни британски художници, архитекти и дизайнери, включително Вивиан Уестууд, Деймиън Хърст, Трейси Емин, Питър Блейк, Заха Хадид, Аниш Капур, Дейвид Аджайе, Йинка Илори и Ес Девлин, Пам Хог, и Олаолу Слоун.
Роби Уилямс държи рекорда за най-много награди „Брит“, 13 като солов изпълнител и още пет като част от Тейк Дат. Момичешката група Литъл Микс влиза в историята на наградите „Брит“ през 2021 г., когато става първата женска група – носител на отличието за най-добра група.